# 이노근
이노근(李老根, 1954년 3월 9일 ~ )은 대한민국의 정치인이다. 민선 노원구청장, 제19대 국회의원을 지냈다.

## 학력
- 1973년 청주공업고등학교 졸업
- 1977년 중앙대학교 경제학 학사
- 1999년 경기대학교 국제문화대학원(석사과정 수료)
- 2007년 경기대학교 정치전문대학원 공공정책학 석사
- 2011년 경기대학교 정치전문대학원 공공정책학 박사

## 경력
- 제19회 행정고등고시 합격
- 해운항만청
- 대통령비서실 민정비서관
- 서울특별시청 강남구 시민국 국장
- 서울특별시청 도봉구 재무국 국장
- 서울특별시청 문화과 과장
- 서울특별시청 주택기획과 과장
- 서울특별시청 시정개혁단 단장
- 서울특별시청 금천구 부구청장
- 서울특별시청 종로구청장 권한대행
- 서울특별시청 중랑구 부구청장
- 민선4기 노원구청장
- 서울여자대학교 겸임교수
- 서울과학기술대학교 겸임교수
- 광운대학교 겸임교수
- 국회 정치쇄신특별위원회 위원
- 새누리당 제4정책조정위원
- 국회 공공의료국정조사특별위원회 위원
- 국회 정치개혁특별위원회 위원
- 새누리당 서울특별시당 공천관리위원회 부위원장
- 새누리당 서울특별시당 수석부위원장
- 국회 국민안전혁신특별위원회 위원
- 새누리당 지방자치안전위원회 부위원장
- 국회 서민주거복지특별위원회 위원
- 한국청소년연맹 북서울연맹 총장
- 국회 예산결산특별위원회 위원
- 새누리당 중앙재해대책위원회 위원장
- 국회 국토교통위원회 위원
- 국회 서민주거복지특별위원회 위원
- 자유한국당 노원구 갑 당협위원장
- 2019년 3월 : 자유한국당 당대표 특별보좌역

## 역대 선거 결과
|  | 51.26% |

|  | 46.3% |

|  | 50.06% |

|  | 39.37% |

|  | 38.74% |

## 같이 보기
- 노원구 갑
- 서울 노원구의 국회의원
- 노원구청장